# Trapiște, Razgrad
Trapiște (în bulgară Трапище) este un sat în comuna Loznița, regiunea Razgrad,  Bulgaria. 

## Demografie
Componența etnică a satului Trapiște
     Turci (45,47%)
     Bulgari (23,76%)
     Romi (5,47%)
     Nicio identificare (25,29%)
La recensământul din 2011, populația satului Trapiște era de 585 locuitori. Nu există o etnie majoritară, locuitorii fiind turci (45,47%), bulgari (23,76%) și romi (5,47%). Pentru 25,29% din locuitori nu este cunoscută apartenența etnică.